# Flybacktransformator

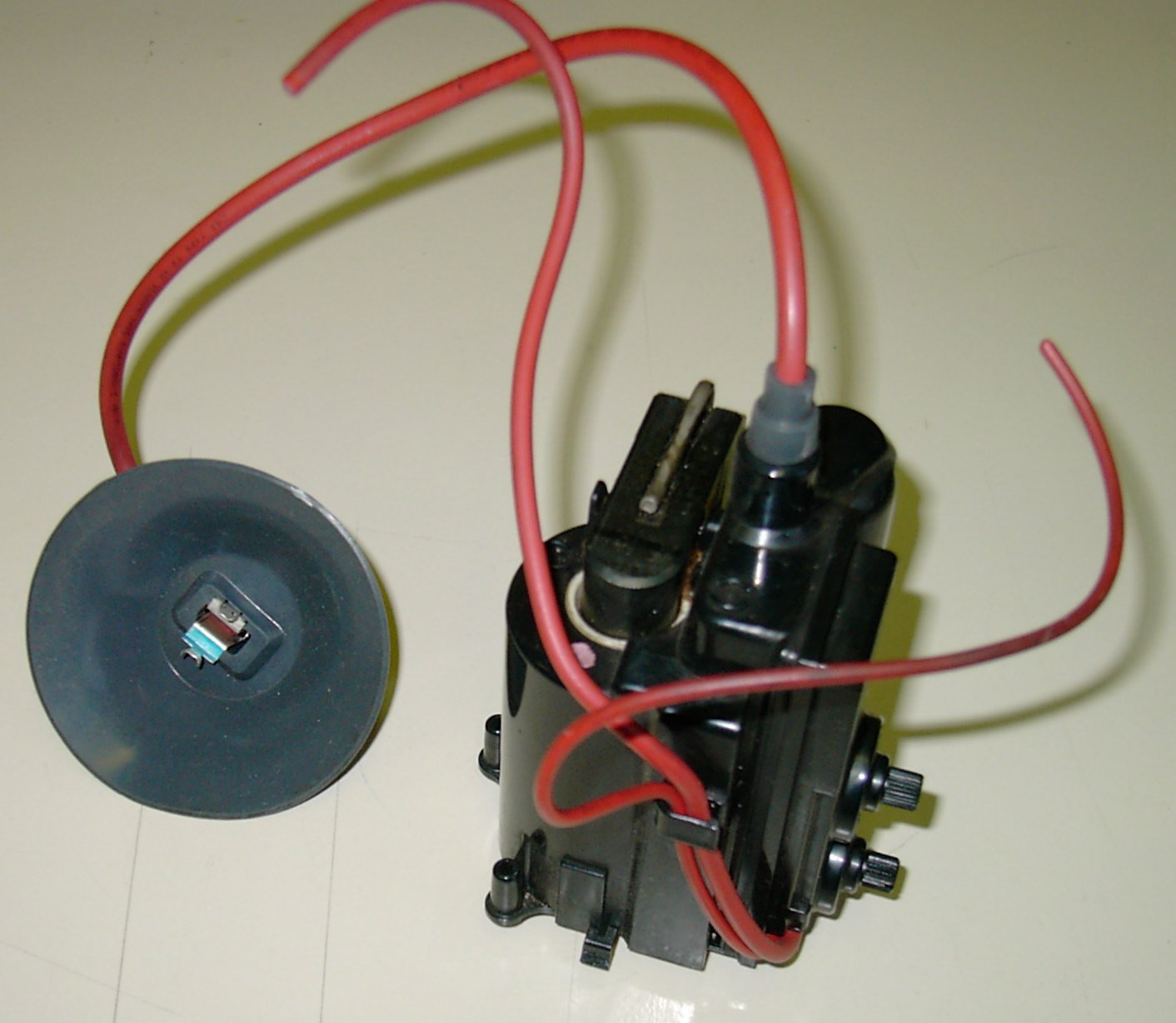
Flybacktransformator

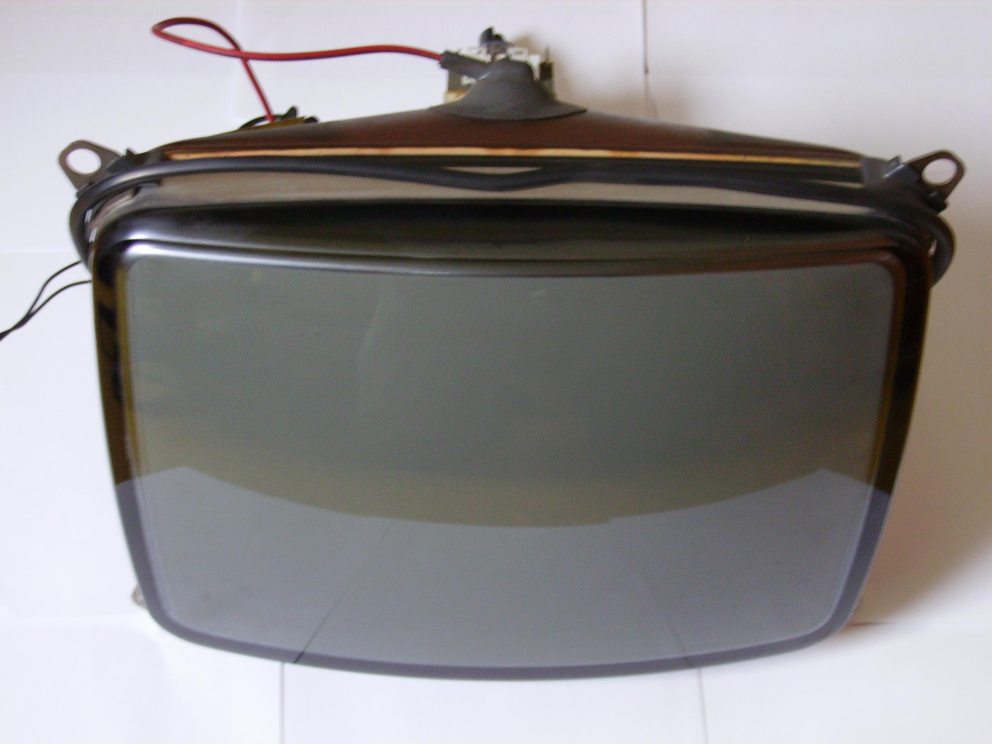
Kathodestraalbuis, met rode draad aan de anode

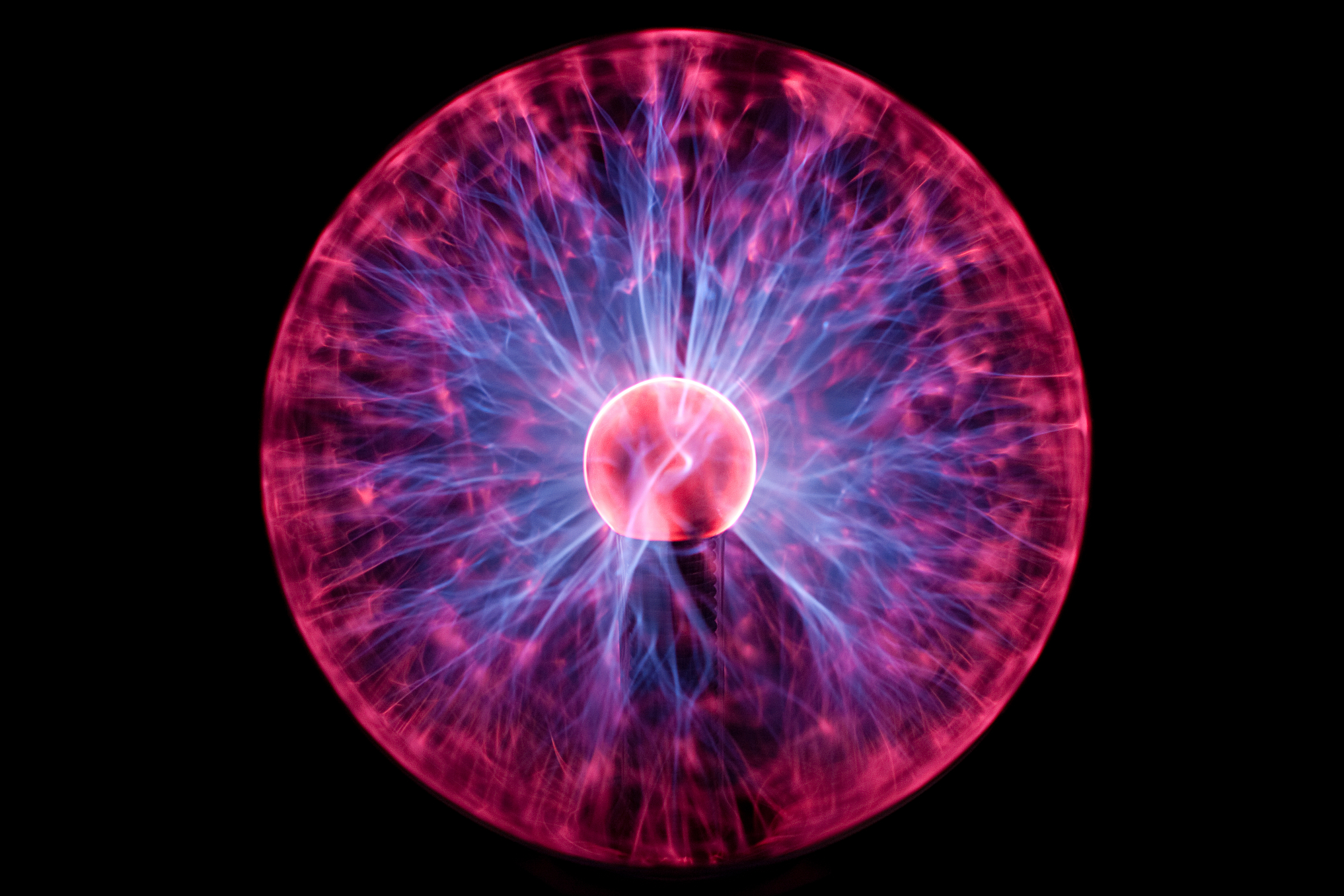
Plasmabal

Een flybacktransformator, of simpelweg flyback, is een hoogspanningstransformator die onder andere wordt gebruikt in ouderwetse kathodestraalbuismonitors en -televisies, in schakelende voedingen en in  plasmaballen.
Kenmerkend voor de flybacktransformator is dat hij niet, zoals andere transformatoren, wordt gevoed met een spanning die dezelfde golfvorm heeft als het gewenste uitgangssignaal. In plaats daarvan wordt hij gevoed met een schakelende gelijkspanning die met behulp van een aantal componenten en het intern in de transformator opgeslagen magnetische veld wordt omgezet in een zaagtandvormige spanning.
In apparaten met kathodestraalbuis wordt deze zaagtandspanning gebruikt voor het de horizontale afbuiging van de elektronenstraal en, na gelijkrichting, een gelijkspanning van vaak rond de 30 kV, die met een rode draad met een 'zuignap' verbonden is met de anode van de beeldbuis. Bij oude zwart-wit-tv's heeft de flyback een uitgangsspanning van ongeveer 10 tot 15 kV en heeft hij meestal geen ingebouwde gelijkrichter. Door de zaagtandspanning beweegt de elektronenstraal in de beeldbuis veel sneller van rechts naar links dan omgekeerd. Dit heet in het Engels "flyback", vandaar de naam van de transformator. De frequentie van de zaagtand ligt gewoonlijk op 15 kilohertz of hoger, afhankelijk van de resolutie van het beeldscherm.